# Scolecitrichopsis elongatus
Scolecitrichopsis elongatus är en kräftdjursart som först beskrevs av K.R.E. Grice och Hülsemann 1970.  Scolecitrichopsis elongatus ingår i släktet Scolecitrichopsis och familjen Scolecitrichidae. Inga underarter finns listade i Catalogue of Life.